# Альто-Оспісіо
Альто-Оспісіо (ісп. Alto Hospicio) — місто і комуна в Чилі, в провінції Ікіке та області Тарапака.
Територія комуни — 822,8 км². Чисельність населення — 108 375 людей (2017). Густота населення — 131,72 чел./км².

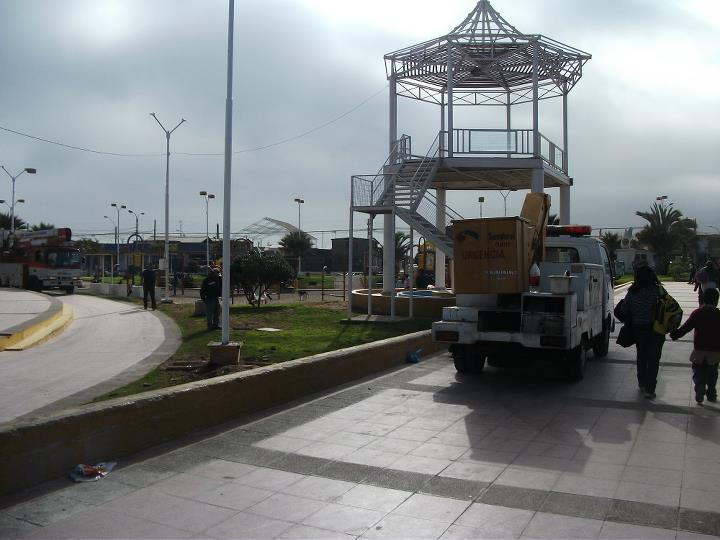
Площа Армас

## Розташування
Місто Альто-Оспісіо є місто-супутником Ікіке та розташоване в 10 км від нього.
Комуна межує:
- на півночі — комуна Уара
- на сході — комуна Посо-Альмонте
- на півдні — комуна Посо-Альмонте
- на заході — комуна Ікіке

## Історія
Історія Альто-Оспісіо починається від берегових (чангос) аборигенів, які, після виснажливого 550-метрового сходження із невеликої бухти Іке-Іке через зпуск Бахада-де-ла-Мула, затримались за для відпочинку на цьому плоскогір'ї.
Протягом правління Тупак Інка Юпанкі (1380—1410 н.е.), починається видобуток срібла Уантахайя, в 3 кілометрах на північ від сучасного розташування Альто-Оспісіо. Використання родовища продолжувалось із різними видами інтенсивності до кінця XVIII століття, коли Басіліо де ла Фуенте, який розбагатів на видобутку минералів, профінсував важливі роботи по зрошенню ущелини.
Після Війни Тихого океана, Альто-Оспісіо був малолюдною залізничною станцією по відвантаженню селітри, де проживало не більше 100 осіб. До 50-х років тут заснували поселення індіанців аймара, які прийшли із внутрішніх районів. Індіанці збудували тут свої скромні доми із посадками і домашніми тваринами.
Економічний розквіт, який випробував Ікіке на початку 90-х років, сприяв тому, що Альто-Оспісіо випробував демографічний вибух, перетворившись із невеликого поселення індіанців, що не налічувало й 2000 жителів у велике місто. Альто-Оспісіо розташовується на відстані 10 кілометрів та в 600 м вище прибережного Ікіке.
В серпні 2007 року, було відкрито лікарню швидкої допомоги Альто-Оспісіо, в секторі Ла-Пампа.
Місто перетворилося в комуну 12 квітня 2004, коли було затверджено проєкт закону, який заснував комуну Альто-Оспісіо, віддалену від комуни Ікіке.

## Демографія
Згідно відомостям, зібранних у ході перепису 2012 р. Національним інститутом статистики (INE),  населення комуни налічує:
| Повне населення                           | Повне населення                           | Повне населення                           | Повне населення                           | Повне населення                           | 94455 |
| ----------------------------------------- | ----------------------------------------- | ----------------------------------------- | ----------------------------------------- | ----------------------------------------- | ----- |
| в тому числі:                             | Міське населення                          | 92536                                     | Процент міського населення, %             | 97,97                                     |       |
|                                           | Сільське населення                        | 1919                                      | Процент сільського населення, %           | 2,03                                      |       |
|                                           | Чоловіче населениєня                      | 47892                                     | Процент чоловічого населення, %           | 50,7                                      |       |
|                                           | Жіноче населення                          | 46563                                     | Процент жіночого населення, %             | 49,3                                      |       |
| Густота населення, осіб/км²               | Густота населення, осіб/км²               | Густота населення, осіб/км²               | Густота населення, осіб/км²               | Густота населення, осіб/км²               | 114,8 |
| Населення комуни в % до населення області | Населення комуни в % до населення області | Населення комуни в % до населення області | Населення комуни в % до населення області | Населення комуни в % до населення області | 31,48 |

| Динаміка зміни населення комуни | Динаміка зміни населення комуни | Динаміка зміни населення комуни | Динаміка зміни населення комуни |
| ------------------------------- | ------------------------------- | ------------------------------- | ------------------------------- |
| 1992                            | 2002                            | 2012                            | 2017                            |
| —                               | —                               | 94455                           | 108375▲                         |

Згідно перепису 1992 р., перед створенням комуни, Альто-Оспісіо, що було районом Уантахайя в комуні Ікіке налічувало 5588 осіб.

## Найбільші населенні пункти
| № | Населенний пункт | Населенний пункт (ісп.) | Категорія | Населення осіб. (2002) | На карті                                                                |
| - | ---------------- | ----------------------- | --------- | ---------------------- | ----------------------------------------------------------------------- |
| 1 | Альто-Оспісіо    | Alto Hospicio           | місто     | 105065                 | 20°16′32″ пд. ш. 70°05′52″ зх. д. / 20.275665° пд. ш. 70.097902° зх. д. |
| 2 | Уантахая         | Huantajaya              | село      | 2399                   | 20°14′37″ пд. ш. 70°03′38″ зх. д. / 20.243502° пд. ш. 70.0605° зх. д.   |